# Kulturpalast Arbob
Der Kulturpalast Arbob ist ein Gebäude auf dem Hügel Arbob im Süden der tadschikischen Stadt Chudschand.

## Geschichte
Das Gebäude wurde während der sowjetischen Herrschaft in Zentralasien errichtet. Auftraggeber war der sowjetische Politiker und Kolchosen-Vorsitzende Saidhodscha Urunhodschaev, der maßgeblichen Anteil an der Kollektivierung in der Region hatte. Durch die Errichtung eines Kulturpalastes sollte die kulturelle Bildung der Arbeiter in der Kolchose verbessert werden. Von 1954 bis 1957 wurde der Kulturpalast im Stile des Sozialistischen Klassizismus erbaut. Danach beherbergte der Palast einige Büroräume der Verwaltung, diente aber hauptsächlich als Veranstaltungsort für verschiedene Vorstellungen, Aufführungen und Klubs.
Als nach der Unabhängigkeit der tadschikische Bürgerkrieg ausbrach, war Chudschand im Vergleich zur Hauptstadt Duschanbe sicherer, sodass der Kulturpalast Arbob zu einem Zentrum der politischen Geschehnisse der Zeit wurde. Am 16. November 1992 wurde hier Emomalij Rahmon vom Präsidium zum neuen Präsidenten Tadschikistans gewählt, ein Gemälde des immer noch amtierenden Präsidenten im großen Sitzungssaal erinnert daran. 1997 wurde der Kulturpalast renoviert, wobei Porträts von Marx und Lenin durch solche von Emomalij Rahmon und Ismoil Somoni ersetzt wurden. Heute wird der Palast nur gelegentlich für Veranstaltungen genutzt.

## Bauwerk
Das Gebäude wurde vom tadschikischen Architekten Hikmat Abdullaevitsch Juldaschev geplant. Zentral für den Palast ist der große Sitzungssaal mit Platz für mehrere hundert Menschen. Die Wände sind voller Verzierungen und die Decken sind aufwändig bemalt. Auffällig ist außerdem das Alabasterschnitzwerk, das sich im Hauptsaal, in der Galerie und in den Fluren findet. Zahlreiche Nebenräume sorgen dafür, dass das Bauwerk eine große Anzahl von Menschen beherbergen kann.